# Fetească

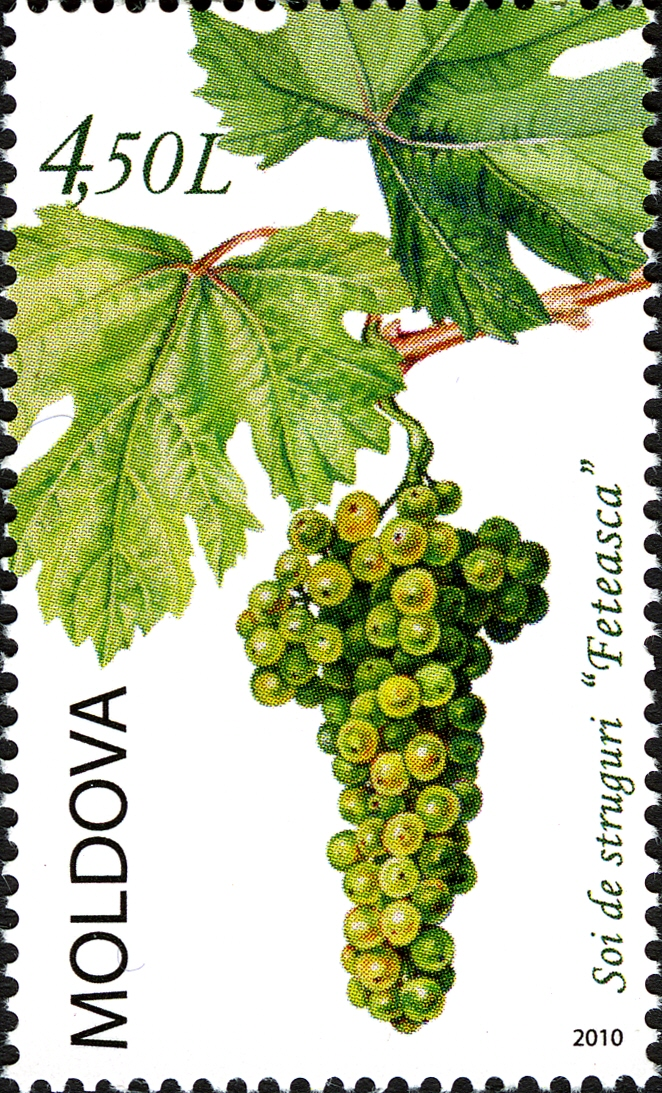

Fetească se poate referi la unul din următoarele soiuri de struguri sau vinuri tradițional românești:
- Fetească Albă
- Fetească Neagră
- Fetească Regală